# 新北市立淡水國民中學
新北市立淡水國民中學，簡稱淡水國中、淡中，位於臺灣新北市淡水區，為一所直轄市立之國民中學。成立於1946年7月，就真理街日人所設立之『尋常小學』為舊址，擴充利用做為校舍，校名為『台北縣立淡水初級中學』，現任校長王潔雯。

## 簡史
- 1946年就真理街日人所設立之「滬尾尋常高等小學校」為舊址，擴充利用作為校舍；校名為「臺北縣立淡水初級中學」，1968年改制「臺北縣立淡水國民中學」[1]。
- 1971年設立「賢孝分部」，1975年獨立為臺北縣立賢孝國民中學[1]，2004年併入正德國中[2]。
- 2010年：縣市改制，校名改為「新北市立淡水國民中學」[1]。

## 外部連結
- 新北市淡水區淡水國民中學校網 （页面存档备份，存于）
- 淡水維基館 新北市淡水區淡水國中 （页面存档备份，存于）
- 淡水國中 健康、人文、國際的Facebook專頁
- 淡水國中附幼 孩子快樂學習的起點的Facebook專頁